# Język kawaimina
Język kawaimina – zespół dialektów austronezyjskich używanych we wschodnim Timorze Wschodnim. Określenie to funkcjonuje na gruncie językoznawstwa i obejmuje kilka dialektów: kairui, waimaha, midiki, naueti.
Serwis Ethnologue klasyfikuje kairui, waimaha, midiki i naueti jako trzy języki: waima’a (waimaha), nauete (naueti) i kairui-midiki. Ich łączna liczba użytkowników wynosi blisko 50 tys. (dane z lat 2010–2012).
Dialekty te charakteryzują się wpływami leksykalnymi o podłożu papuaskim (transnowogwinejskim).